# Assumption University (Worcester)
L'Assumption University è un'università privata di indirizzo cattolico con sede a Worcester, nello stato americano del Massachusetts.
L'	Assumption College fu fondato nel 1904 dagli Agostiniani dell'Assunzione: in origine gli studenti erano soprattutto canadesi francofoni e la maggior parte dei corsi era in lingua francese. Il college fu elevato al rango di university nel 2020.